# KV26
La KV26, acrònim de l'anglès King's Valley, és una tomba egípcia de l'anomenada Vall dels Reis, situada a la riba oest del riu Nil, a l'altura de la moderna ciutat de Luxor. Se sap molt poc sobre aquesta tomba, encara que sembla datar de la dinastia XVIII.